# أوليف غراي
أوليف غراي (بالإنجليزية: Olive Gray) هي ممثلة بريطانية، ولدت في 3 ديسمبر 1994 في لندن في المملكة المتحدة.

## وصلات خارجية
- أوليف غراي على موقع IMDb (الإنجليزية)
- أوليف غراي على موقع قاعدة بيانات الفيلم (الإنجليزية)